# Landkreis Stolp
Der Landkreis Stolp, ursprünglich Kreis Stolp, war bis 1945 ein preußischer Landkreis im Regierungsbezirk Köslin der preußischen Provinz Pommern des Deutschen Reichs. Seine Kreisstadt Stolp bildete seit 1898 einen eigenen Stadtkreis. Das ehemalige Kreisgebiet liegt heute größtenteils im Powiat Słupski in der polnischen Woiwodschaft Pommern.

## Geschichte

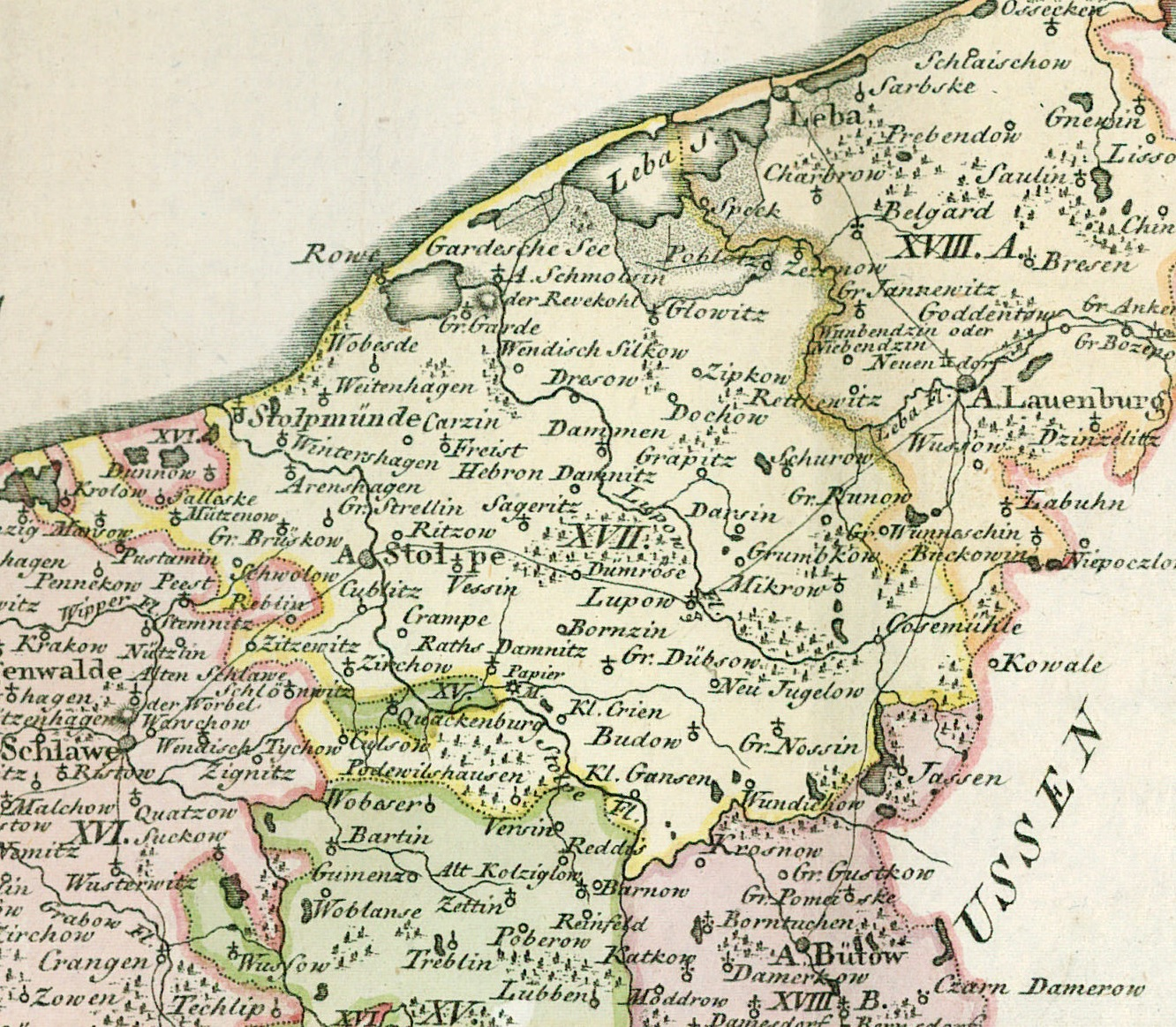
Der Kreis Stolp im 18. Jahrhundert

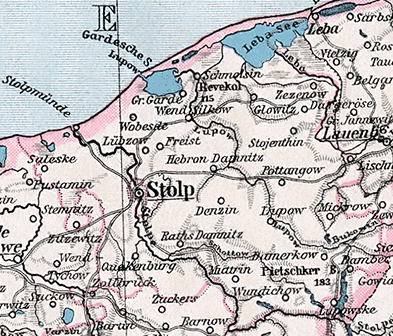
Das Kreisgebiet 1905

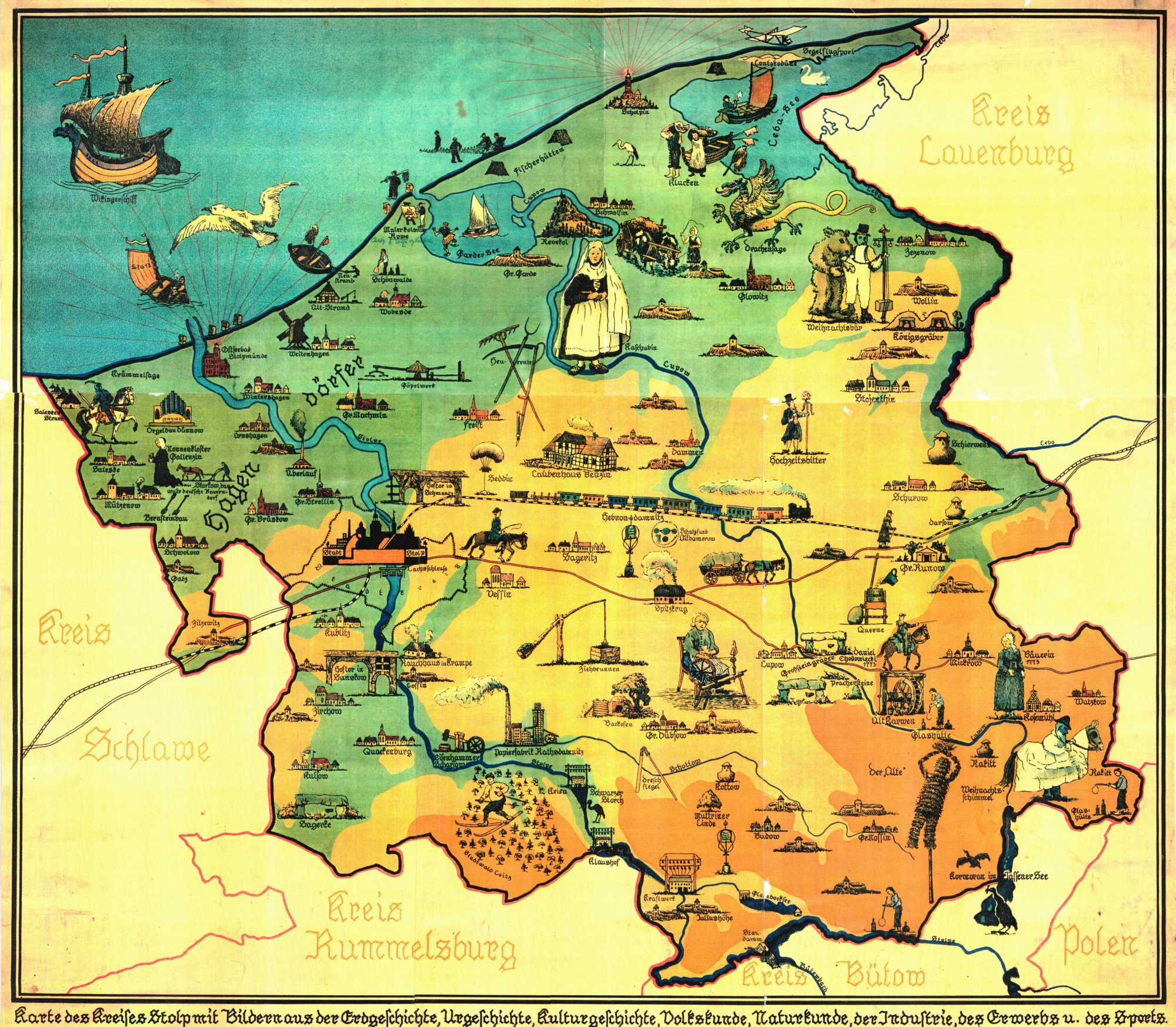
Darstellung des Landkreises von Rudolf Hardow

Nachdem Hinterpommern 1648 an Brandenburg-Preußen gefallen war, ging aus der mittelalterlichen Landvogtei Stolp der Kreis Stolp hervor. Bei der hinterpommerschen Kreisreform von 1724 blieb der Kreis unverändert. Der Kreis umfasste im 18. Jahrhundert die Stadt Stolpe, die königlichen Ämter Schmolsin und Stolp sowie eine größere Anzahl von adligen Dörfern und Gütern.
In Folge der preußischen Provinzialbehörden-Verordnung vom 30. April 1815 wurde der Kreis Teil des Regierungsbezirks Köslin in der Provinz Pommern. Auch bei der pommerschen Kreisreform von 1818 wurde die Abgrenzung des Kreises nicht geändert.
Seit dem 1. Juli 1867 gehörte der Kreis Stolp zum Norddeutschen Bund und ab dem 1. Januar 1871 zum Deutschen Reich. Zum Kreis gehörten 1871 die Stadt Stolp, 170 Landgemeinden und 177 Gutsbezirke.
Zum 10. August 1876 fanden zwecks Aufhebung mehrerer Enklaven folgende Veränderungen der Kreisgrenzen statt:
- Die Landgemeinden Kunsow, Quackenburg und Scharsow sowie die gleichnamigen Gutsbezirke wechselten aus dem Kreis Rummelsburg in den Kreis Stolp.
- Die Landgemeinden Dünnow, Lindow, Muddel und Saleske sowie die gleichnamigen Gutsbezirke wurden aus dem Kreis Schlawe in den Kreis Stolp umgegliedert.
- Im Gegenzug wechselten die Landgemeinden Görshagen, Marsow, Schlackow und Vietzke sowie die gleichnamigen Gutsbezirke aus dem Kreis Stolp in den Kreis Schlawe.

Am 1. April 1898 schied die Stadt Stolp aus dem Kreis aus und bildete seitdem einen eigenen Stadtkreis. Die Bezeichnung des Kreises Stolp änderte sich dadurch in Landkreis. Zum 30. September 1928 fand im Kreis Stolp wie im übrigen Freistaat Preußen eine Gebietsreform statt, bei der alle Gutsbezirke aufgelöst und benachbarten Landgemeinden zugeteilt wurden.
Im Frühjahr 1945 wurde das Gebiet des Landkreises Stolp von der Roten Armee besetzt. Nach Beendigung der Kampfhandlungen des Zweiten Weltkriegs wurde das Kreisgebiet seitens der sowjetischen Besatzungsmacht der Volksrepublik Polen zur Verwaltung überlassen. In der Folgezeit wurde die einheimische Bevölkerung von der polnischen Administration aus dem Kreisgebiet vertrieben.

## Bevölkerungsentwicklung
Unter den Einwohnern des Kreisgebiets gab es 1867 noch 188 Kaschuben in einigen Dörfern in der Nähe der Küstenseen und im Südosten (Groß Rakitt).
| Jahr | Einwohner | Quelle |
| ---- | --------- | ------ |
| 1797 | 34.815    | [ 10 ] |
| 1816 | 38.107    | [ 11 ] |
| 1846 | 70.284    | [ 12 ] |
| 1871 | 91.788    | [ 7 ]  |
| 1890 | 98.762    | [ 13 ] |
|      |           |        |
| 1900 | 75.310    | [ 13 ] |
| 1910 | 77.629    | [ 13 ] |
| 1925 | 84.020    | [ 13 ] |
| 1933 | 83.730    | [ 13 ] |
| 1939 | 82.287    | [ 13 ] |

Die Stadt Stolp wurde 1898 aus dem Kreis Stolp ausgegliedert.

## Politik

### Landräte
- ?–1694: Kaspar Ewald von Massow (1629/1639–1694)

(...)
- 1724–1740: Bogislaw Ulrich von Puttkamer (~1690–1740)
- 1740–1771: Alexander Dietrich von Puttkamer (1712–1771)
- 1771–1806: Friedrich Bogislaw von Puttkamer (1732–1806)
- 1806–1818: Leopold Nicolaus George von Zitzewitz (1761–1818)
- 1818–1824: Carl Christoph Ludwig von Kösteritz
- 1824–1831: von Below
- 1831–1848: Christian Ludwig Friedrich von Gottberg (1789–1850)
- 1853–1873: Hans Hugo Erdmann von Gottberg (1812–1890)
- 1875–1885: Bernhard von Richthofen (1836–1895)
- 1886–1898: Richard von Puttkamer (1826–1898)
- 1899–1905: Kurt von Schmeling (1860–1930)
- 1905–1906: Karl Bonaventura Finck von Finckenstein (1872–1950)
- 1907–1918: Walter von Brüning (1869–1947)
- 1918–1919: Walter von der Marwitz (1880–1945)
- 1919–1921: Theodor Kramer (1876–1921)
- 1922–1937: Friedrich Wilhelm Dombois (1890–1982)
- 1937–1938: Siegfried von Campe (1885–1972)
- 1938–1944: Hans Janzen (1885–1944)
- 1944–1945: Hermann Weißenborn

### Kommunalverfassung
Der Kreis Stolp gliederte sich in die Stadt Stolp, in Landgemeinden und – bis zu deren Auflösung im Jahre 1928 – in selbstständige Gutsbezirke. Mit Einführung des preußischen Gemeindeverfassungsgesetzes vom 15. Dezember 1933 sowie der Deutschen Gemeindeordnung vom 30. Januar 1935 wurde zum 1. April 1935 das Führerprinzip auf Gemeindeebene durchgesetzt. Eine neue Kreisverfassung wurde nicht mehr geschaffen; es galt weiterhin die Kreisordnung für die Provinzen Ost- und Westpreußen, Brandenburg, Pommern, Schlesien und Sachsen vom 19. März 1881.

## Amtsbezirke und Gemeinden

### Amtsbezirke
Der Kreis war in den 1930er Jahren in 54 Amtsbezirke gegliedert.
| - Amtsbezirk Arnshagen - Amtsbezirk Bandsechow - Amtsbezirk Bewersdorf - Amtsbezirk Bochowke - Amtsbezirk Bornzin - Amtsbezirk Budow - Amtsbezirk Dünnow - Amtsbezirk Gambin - Amtsbezirk Gatz - Amtsbezirk Giesebitz - Amtsbezirk Glowitz - Amtsbezirk Groß Brüskow - Amtsbezirk Groß Dübsow - Amtsbezirk Großendorf - Amtsbezirk Groß Garde - Amtsbezirk Groß Machmin - Amtsbezirk Groß Nossin - Amtsbezirk Groß Silkow | - Amtsbezirk Groß Strellin - Amtsbezirk Grumbkow - Amtsbezirk Hebrondamnitz - Amtsbezirk Klein Gluschen - Amtsbezirk Kose - Amtsbezirk Krampe - Amtsbezirk Kunsow - Amtsbezirk Langeböse - Amtsbezirk Loitz - Amtsbezirk Lossin - Amtsbezirk Lübzow - Amtsbezirk Lüllemin - Amtsbezirk Lupow - Amtsbezirk Mahnwitz - Amtsbezirk Mickrow - Amtsbezirk Mützenow - Amtsbezirk Muttrin - Amtsbezirk Rathsdamnitz | - Amtsbezirk Reitz - Amtsbezirk Ritzow - Amtsbezirk Rumbske - Amtsbezirk Saleske - Amtsbezirk Schmolsin - Amtsbezirk Schurow - Amtsbezirk Schwarz Damerkow - Amtsbezirk Sorchow - Amtsbezirk Starnitz - Amtsbezirk Stojentin - Amtsbezirk Stolpmünde - Amtsbezirk Virchenzin - Amtsbezirk Weitenhagen - Amtsbezirk Wendisch Karstnitz - Amtsbezirk Wintershagen - Amtsbezirk Wobesde - Amtsbezirk Wundichow - Amtsbezirk Zezenow |

### Gemeinden
Der Landkreis Stolp umfasste zuletzt 193 Landgemeinden. 1937 fanden zahlreiche Umbenennungen statt, die in der folgenden Liste noch nicht berücksichtigt sind.
| - Adlig Kublitz - Alt Damerow - Alt Gutzmerow - Alt Jugelow - Arnshagen - Bandsechow - Beckel - Bedlin - Benzin - Bewersdorf - Birkow - Bochowke - Bornzin - Budow - Daber - Damerkow - Dammen - Dargeröse - Darsin - Darsow - Deutsch Buckow - Deutsch Karstnitz - Deutsch Plassow - Dresow - Dumröse - Dünnow - Flinkow - Freist - Gaffert - Gallensow - Gambin - Gatz - Giesebitz - Glowitz - Gohren - Granzin - Grapitz - Groß Brüskow - Groß Dübsow | - Großendorf - Groß Gansen - Groß Garde - Groß Gluschen - Groß Machmin - Groß Nossin - Groß Podel - Groß Rakitt - Groß Runow - Groß Silkow - Groß Strellin - Grumbkow - Grünhagen - Gumbin - Hebrondamnitz - Hermannshöhe - Hohenstein - Holzkathen - Horst - Jerskewitz - Jeseritz - Karwen - Karzin - Klein Brüskow - Klein Gansen - Klein Garde - Klein Gluschen - Klein Machmin - Klein Nossin - Klein Podel - Klein Rakitt - Klein Silkow - Klein Strellin - Klenzin - Kleschinz - Klucken - Kose - Kottow - Krampe | - Krien - Kriwan - Krussen - Kublitz - Kulsow - Kunsow - Labehn - Labuhn - Labüssow - Langeböse - Lankwitz - Lessaken - Liepen - Lindow - Loitz - Lojow - Lossin - Lübzow - Ludwigslust - Lüllemin - Lupow - Mahnwitz - Malzkow - Mellin - Mickrow - Muddel - Muttrin - Mützenow - Neitzkow - Nesekow - Neu Damerow - Neu Gutzmerow - Neu Jugelow - Neurakitt - Niemietzke - Nippoglense - Poblotz - Podewilshausen - Poganitz | - Pottangow - Quackenburg - Rathsdamnitz - Reitz - Rexin - Ritzow - Roggatz - Rotten - Rowe - Rowen - Rumbske - Ruschütz - Sageritz - Sagerke - Saleske - Sanskow - Scharsow - Schierwens - Schlochow - Schmaatz - Schmolsin - Schöneichen - Schönwalde - Schorin - Schurow - Schwarz Damerkow - Schwetzkow - Schwolow - Selesen - Sochow - Sorchow - Stantin - Starkow - Starnitz - Steinwald - Stohentin - Stojentin - Stolpmünde - Stresow | - Strickershagen - Überlauf - Ulrichsfelde - Vargow - Varzmin - Veddin - Velsow - Vessin - Viatrow - Vieschen - Vietkow - Vilgelow - Virchenzin - Vixow - Warbelin - Warbelow - Weitenhagen - Wendisch Buckow - Wendisch Karstnitz - Wendisch Plassow - Wendisch Silkow - Wintershagen - Wittbeck - Wittstock - Wobesde - Wollin - Wottnogge - Wundichow - Wutzkow - Zechlin - Zedlin - Zemmin - Zezenow - Zietzen - Zipkow - Zirchow - Zitzewitz |

### Namensänderungen
Durch Erlass des Oberpräsidenten in Stettin vom 29. Dezember 1937 fanden im Kreis Stolp Änderungen von Ortsnamen statt. Nicht typisch deutsch klingende Ortsnamen erfuhren lautliche Angleichungen, Übersetzungen oder wurden durch neue Wortschöpfungen ersetzt (mit heutigen polnischen Namen):
Gemeinden
- Bochowke → Hohenlinde (Pom.), polnisch Bochówko
- Deutsch Buckow → Bukau (Pom.), Bukówka
- Deutsch Karstnitz → Karstnitz, Karżniczka
- Deutsch Plassow → Plassow, Płaszewko
- Niemietzke → Puttkamerhof, Podkomorzyce
- Sagerke → Brackenberg, Zagórki
- Viatrow → Steinfurt, Wiatrowo
- Wendisch Buckow → Buchenstein, Bukowa
- Wendisch Karstnitz → Ramnitz, Karznica
- Wendisch Plassow → Plassenberg, Płaszewo
- Wendisch Silkow → Schwerinshöhe, Żelkowo
- Wottnogge → Mühlental (Pom.)., Otnoga

Gemeindeteile und Wohnplätze
- Amerika (Gemeinde Giesebitz) → Heidenhof, Ameryka
- Boyrk (Gemeinde  Schorin) → Unterberg, Zagorne
- Buckower Mühle (Gemeinde Wendisch Buckow) → Buchmühle
- Chims (Gemeinde Holzkathen) → Schims
- Czapock (Gemeinde Holzkathen) → Schabbock
- Dambee (Gemeinde Schmolsin) → Eichweide
- Dambee (Gemeinde Wottnogge) → Eichen, Dąbie
- Gesorke (Gemeinde Lojow) → Kleinwasser, Jeziorka
- Groond (Gemeinde Gambin) → Grund
- Jaggork (Gemeinde Klein Machmin) → Jagen, Gogorki
- Kamillowe (Gemeinde Quackenburg) → Keudellshof, Komiłowo
- Kolischen oder Stregonke (Gemeinde Selesen) → Bismarckstein
- Koloschnitz (Gemeinde Groß Podel) → Riesenhof
- Kutusow (Gemeinde Kose) → Priemfelde, Kotuszewo
- Lesnie (Gemeinde Groß Dübsow) → Berghof, Leśnia
- Mockree (Gemeinde Groß Podel) → Husarenberg, Mokre
- Monbijou (Gemeinde Poganitz) → Bandemersruh, Będziemierki
- Muskowski (Gemeinde Klein Gansen) → Friedrichshöhe, Muskowo
- Niemietzkermühle → Puttkamermühle
- Nimzewe (Gemeinde Muttrin) → Roden, Niemczewo
- Novienne (Gemeinde Groß Runow) → Runow-Forsthof
- Paris oder Paschnik (Gemeinde Giesebitz) → Weidenhof
- Piaschke (Gemeinde Groß Gansen) → Paschke, Piaszki
- Poddamp (Gemeinde Klein Machmin) → Waldhof, Gogorki
- Saviat (Gemeinde Wottnogge) → Seeblick, Zawiaty
- Schottofske oder Schottowske (Gemeinde Groß Nossin) → Schottow, Skotawsko
- Forsthaus Sotocken (Gemeinde Nippoglense) → Forsthaus Krahmerwald, Zatoki
- Swantee (Gemeinde Lessaken) → Schwansee, Święte
- Vangerske (Gemeinde Groß Runow) → Wiesenberg, Węgierskie
- Wocholz (Gemeinde Muttrin) → Waldesruh, Ochodza
- Wussowske (Gemeinde Groß Nossin) → Waldliebe, Osowskie
- Zerowe (Gemeinde Klein Gansen) → Südhof, Sierówko
- Zerowe (Gemeinde Nippoglense) → Stolpenau, Sierowo

## Verkehr
Als erste Eisenbahn durchzog ab 1870 die Strecke Köslin–Stolp–Danzig der Berlin-Stettiner Eisenbahn-Gesellschaft den Kreis von West nach Ost >111.0<. Von der Kreisstadt aus führte die Preußische Ostbahn ab 1878 Linien nach Stolpmünde an der Ostsee und auch nach Zollbrück >111.r+u<.
Den äußersten Südosten des Kreises durchzog ab 1902 die Strecke Lauenburg – Bütow der Preußische Staatsbahn >111.w<, und 1911 bekam Stolpmünde eine zweite Bahnlinie nach der benachbarten Kreisstadt Schlawe >111.p<.
Der Ausbau des Kleinbahnnetzes begann 1894 im Süden des Kreises mit der Linie Stolp–Rathsdamnitz, die von der Stolpethalbahn AG angelegt, 1895 bis Muttrin und schließlich 1906 bis Budow verlängert worden war >113.t<.
Der Norden und Nordosten des Kreises wurde zunächst von der Stolper Kreisbahn mit Schmalspurbahnen (750 mm) erschlossen. Die längste Strecke führte 1897 von Stolp über Gabel–Wendischsilkow bis Dargeröse und ab 1902 bis Zezenow weiter >113.s<. In Wendischsilkow, später Schwerinshöhe genannt, zweigte ein Ast nach Schmolsin ab >113.s²+s'<. Ab 1913 kam dann eine Verbindung von Gabel nach Stolpmünde mit einer Abzweigung von Kuhnhof nach Zietzen hinzu >113.s²+s³<. Diese neuen Strecken wurden in Normalspur angelegt, die vorhandenen Trassen im Lauf der folgenden Jahre umgespurt. Ende des Jahres 1929 übernahm die Stolpethalbahn AG alle Strecken der Kreisbahn und nannte sich seitdem Stolper Kreisbahnen AG., bis sie 1940 in den neu gegründeten Pommerschen Landesbahnen aufging.
Angeblich war der hinterpommersche Landkreis Stolp der größte in ganz Preußen. Immerhin besaß er um 1939 ein Schienennetz von über 230 Kilometern Länge, das zu mehr als der Hälfte zur Stolper Kreisbahnen AG gehörte, auf die der Kreis mit über 60 % des Kapitals maßgeblichen Einfluss ausüben konnte. Nach der Eingliederung der Strecken in die Pommerschen Landesbahnen ab 1. Januar 1940 war der Kreis neben dem Land Preußen und der Provinz Pommern an dieser Körperschaft mit fast zwei Millionen RM, d. h. mit knapp 10 Prozent des Stammkapitals beteiligt.
Die Stadt Stolp eröffnete 1912 ein Netz elektrischer Straßenbahnen in Meterspur, das vier Linien umfasste.
(Die Zahlen in >< beziehen sich auf das Deutsche Kursbuch 1939).